# Petrocephalus binotatus
Petrocephalus binotatus är en fiskart som beskrevs av Pellegrin 1924. Petrocephalus binotatus ingår i släktet Petrocephalus och familjen Mormyridae. IUCN kategoriserar arten globalt som livskraftig. Inga underarter finns listade i Catalogue of Life.